# Coleslaw

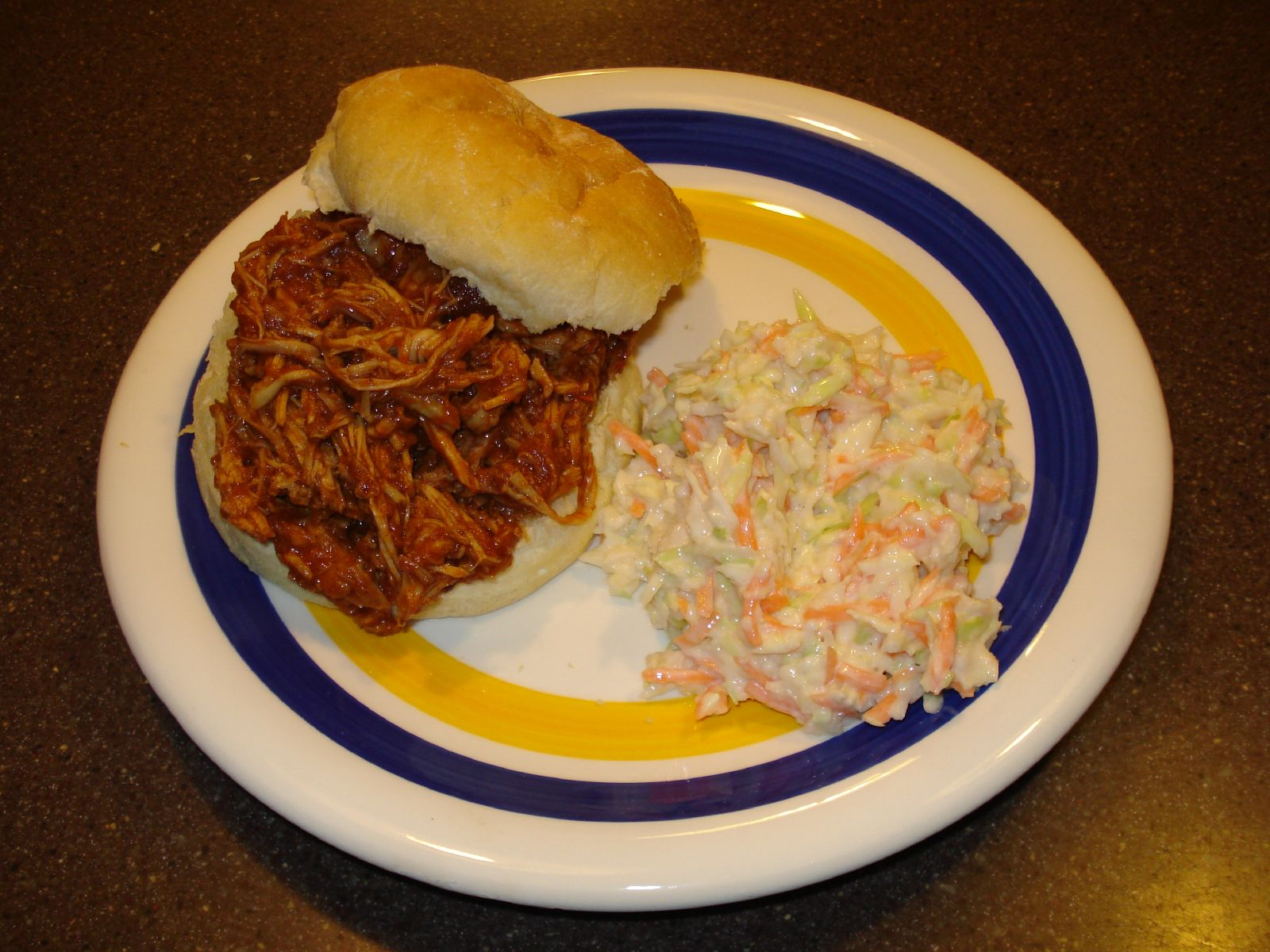
Panino con pulled pork in salsa BBQ e coleslaw

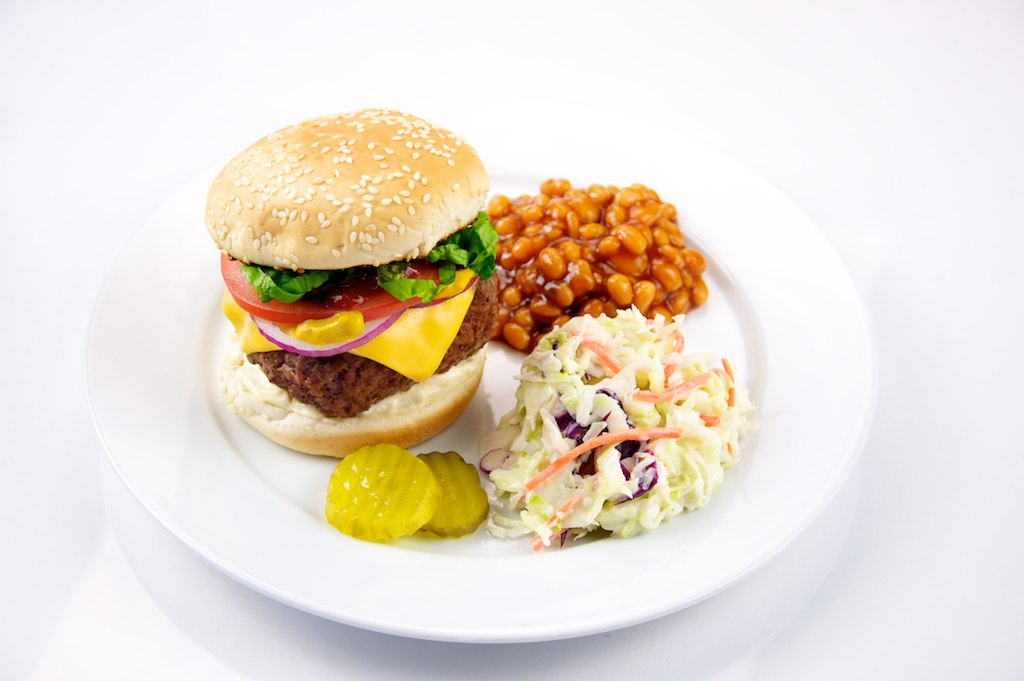
Un cheeseburger servito con baked beans e coleslaw

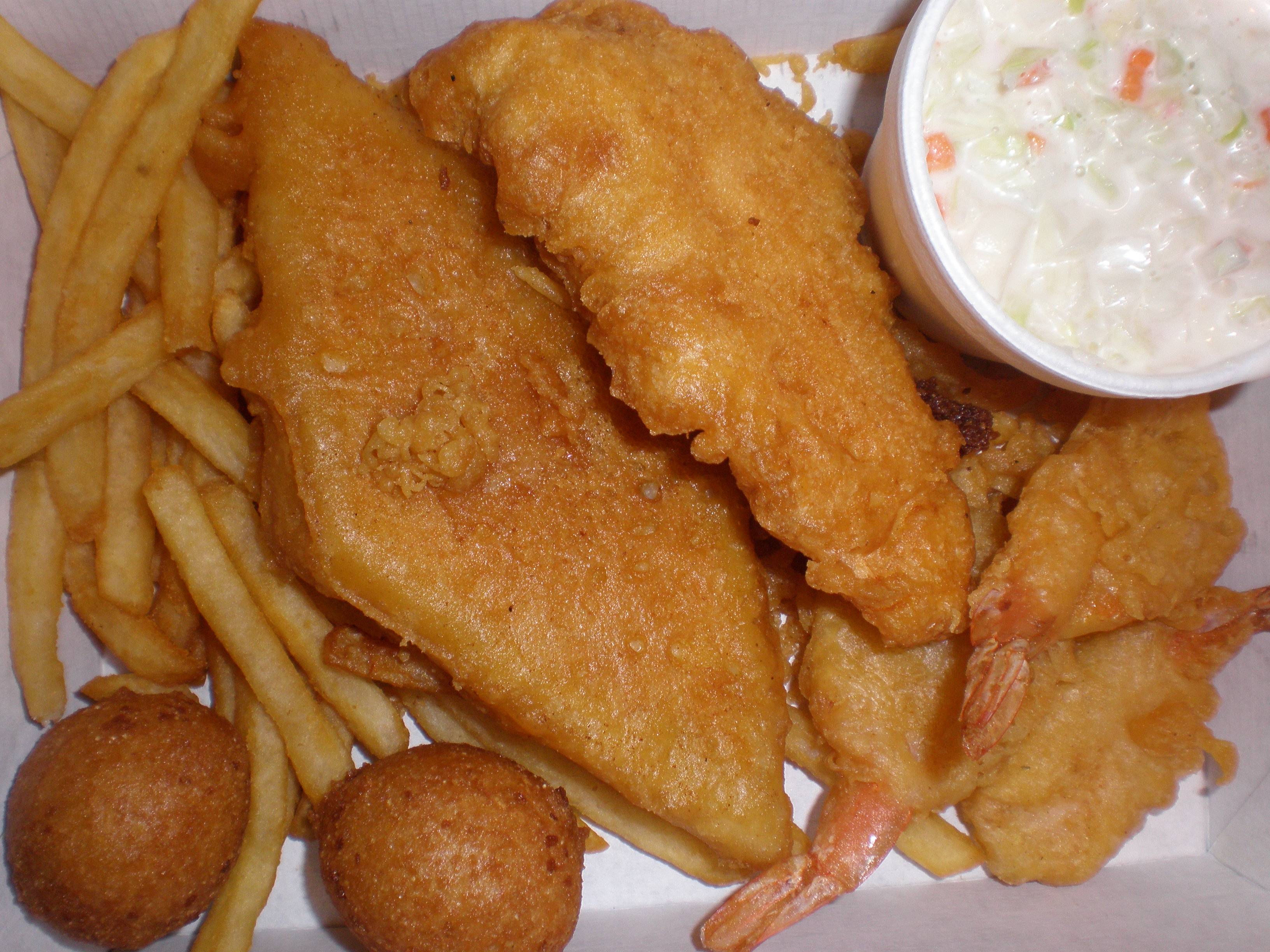
Un piatto di pesce fritto e patatine (fish and chips) della catena Long John Silver's servito con contorno di coleslaw

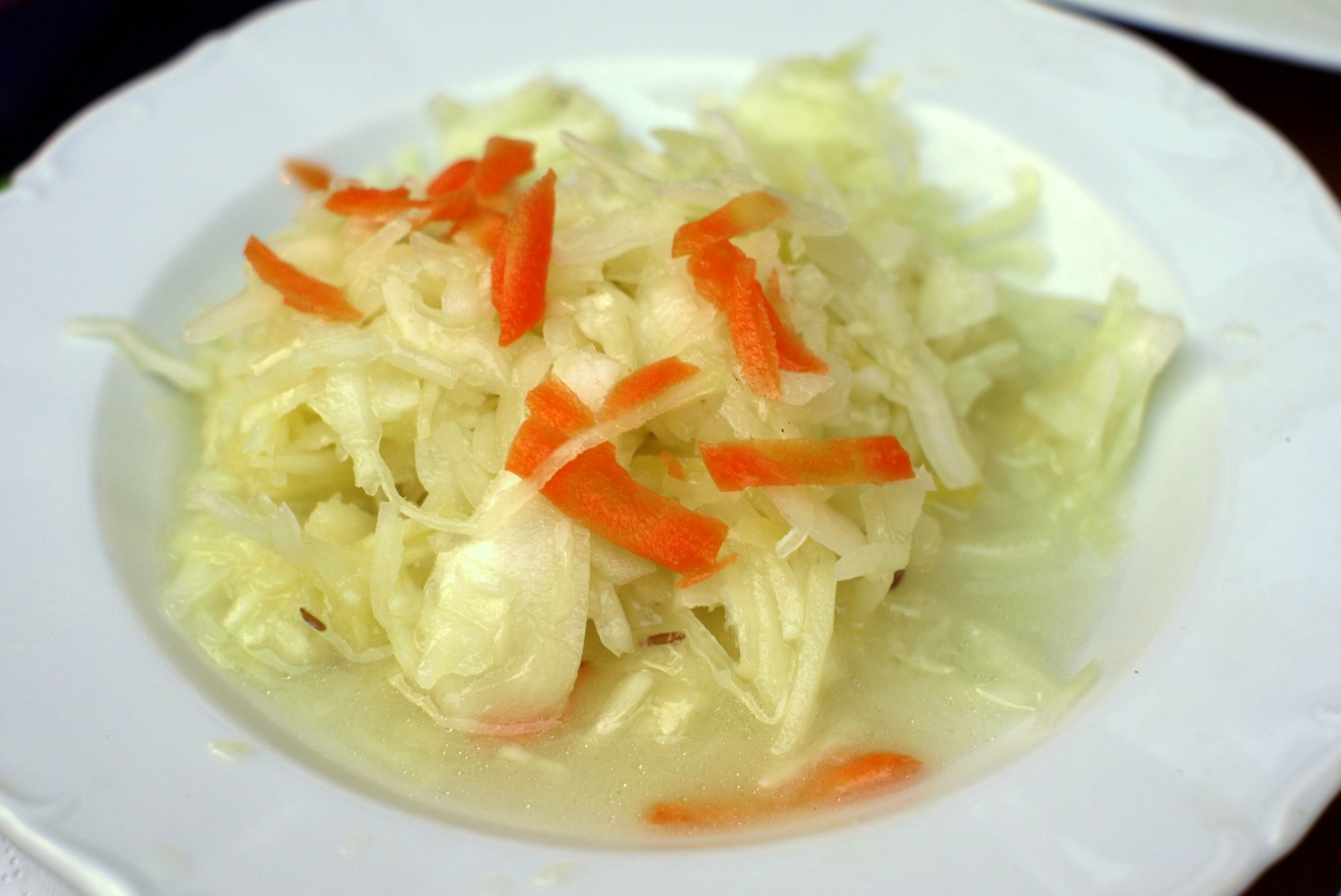
Una warmer (calda) Krautsalat servita a Monaco di Baviera

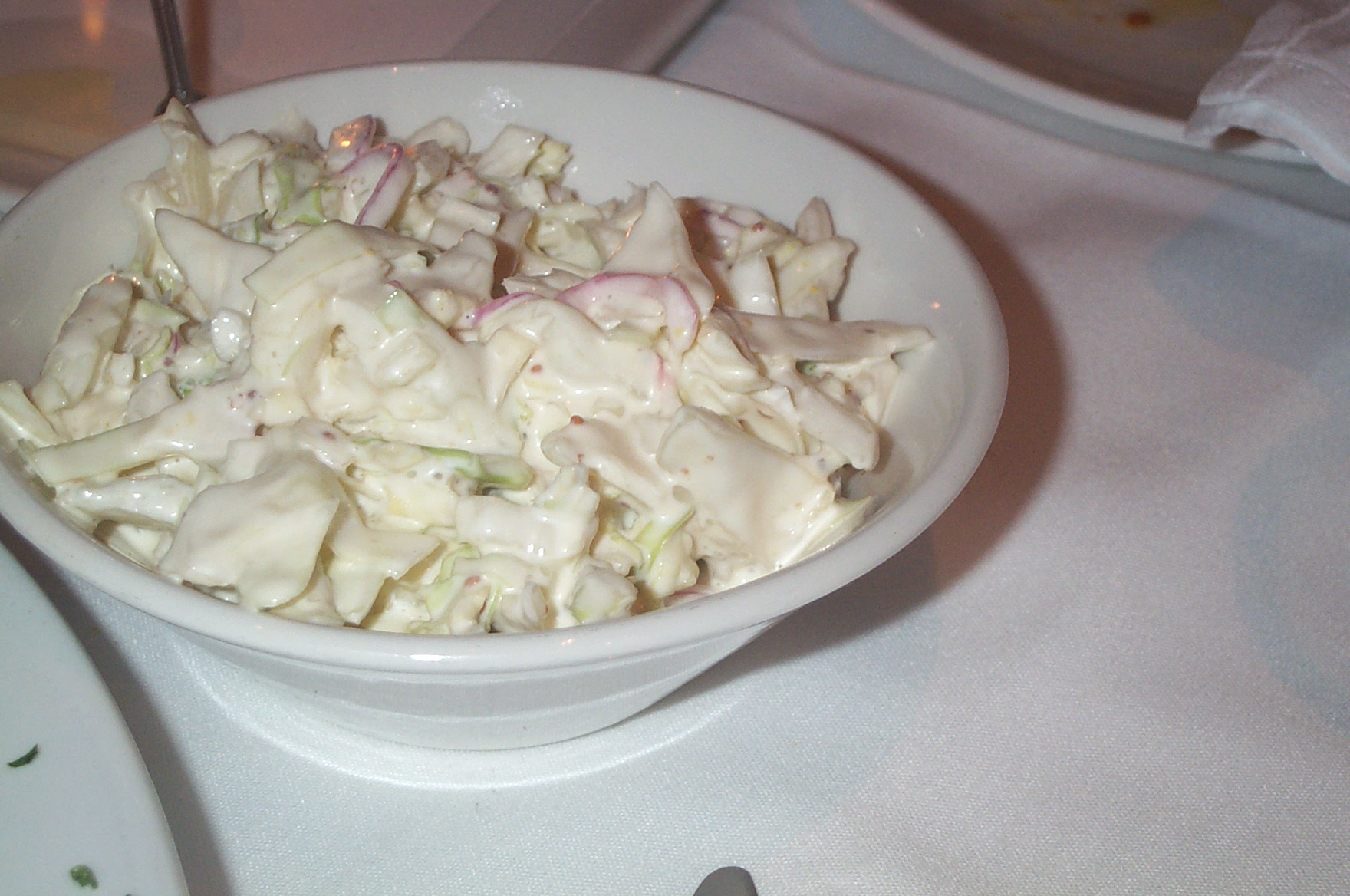
Una coleslaw con carote, cipolle e panna acida

Il coleslaw (pronuncia [ˈkəʊlslɔː]), chiamato in breve semplicemente slaw, è un'insalata di cavolo cappuccio crudo diffusa negli Stati Uniti d'America.

## Storia
Il nome coleslaw nacque nel diciottesimo secolo come anglicizzazione dell'olandese koolsla, abbreviazione di koolsalade che significa appunto insalata di cavolo.

## Caratteristiche
Vi sono due modi di prepararlo che differiscono solamente per il condimento: una versione prevede l'uso della maionese o del latticello, l'altra, più leggera, si condisce con aceto e spezie. Il cavolo può essere preparato tagliandolo in pezzi finemente tritati oppure in strisce tagliuzzate o in piccoli pezzi.

## Varianti
Le due preparazioni principali, quella con la maionese o latticello e quella con l'aceto sono spesso entrambe rielaborate aggiungendo panna o panna acida e carote.
Ci sono molte varianti della ricetta base che includono l'aggiunta di altri ingredienti, solitamente altri condimenti quali formaggio grattugiato, maionese, panna, pepe, rafano o altri semi e spezie varie, oppure frutta e verdura come mele, cipolle, ravanelli e peperoni.
Negli USA, specialmente se servita nelle catene di ristorazione, la coleslaw spesso contiene surrogati della maionese o del latticello. Altre versioni insieme all'aceto incorporano la senape. Negli USA ne esistono molte varianti regionali. Una variante detta barbecue slaw o red slaw (slaw rossa) si serve nella regione del Piedmont nella Carolina del Sud, è realizzata con ketchup (da cui il nome riferito al colore rosso) e aceto al posto della maionese.  Un'altra variante prevede l'aggiunta di semi di sedano.

## Altri Paesi
Il coleslaw non è altro che un'insalata di cavolo (cappuccio), per cui con altri nomi e diverse varianti è diffuso in molti paesi. Ogni paese ha un'insalata simile al coleslaw. A seguire sono riportate alcune varianti.
- Nel Regno Unito, l'insalata di cavolo contiene quasi sempre la carota e la cipolla in aggiunta al cavolo. Alcune varianti includono frutta secca come le noci, uva sultanina o uvetta.
- In Svezia una variante di insalata di cavolo fatta con aceto e olio è spesso servita con la pizza.[3] Altre varianti di coleslaw includono i broccoli crudi triturati finemente al posto del cappuccio.
- In Germania è in genere preparata con cavolo bianco o rosso e si chiama Krautsalat. Vi sono due versioni: quella fredda (kalter) e quella calda (warmer). Nella prima le verdure sono finemente tagliate o grattugiate. Il tutto è condito con una marinata di aceto e olio e integrato con mele e cipolle. La versione calda è cucinata in brodo e poi condita con olio e aceto. Tipica è l'aggiunta di pancetta e prosciutto.
- In Serbia l'insalata di cavolo cappuccio è un'insalata tradizionale servita come accompagnamento per molti piatti durante molte feste tradizionali del paese e in occasione delle cene di Natale e pranzi di Pasqua. Di solito accompagna piatti di carne, quali la porchetta fresca o bistecche. Viene tradizionalmente fatta, tagliando il cavolo fresco a sottili strisce e condita solo con olio, aceto, sale e pepe.
- In Grecia viene servita insalata di cavolo come accompagnamento a molti piatti. Nel prepararla il cavolo viene tritato e scottato. Viene fatta colare l'acqua residua e poi è mescolato con olio d'oliva, aceto, succo di limone, sale, pepe e altre spezie. Anche in questo caso vi sono varianti che includono carote alla julienne e cipolle.
- In Libano il Malfuf è una insalata di cavolo con una salsa di olio d'oliva, succo di limone e aglio, con l'aggiunta di spezie tipiche come il cumino e la menta.

## Insalata capricciosa
L'italiana insalata capricciosa con o senza l'aggiunta di prosciutto cotto può essere anch'essa considerata una coleslaw modificata (o viceversa).

## Accompagnamento
Il coleslaw viene generalmente consumato come contorno con alimenti come il pollo fritto, carni alla brace o pulled pork, e può essere accompagnato da un ulteriore contorno (nello stesso piatto) come le patate fritte o l'insalata di patate. Negli Stati Uniti viene usato come contorno classico dei piatti a base di pesce fritto anche nelle catene di ristorazione come Long John Silver's o Popeyes Louisiana Kitchen. Molto spesso la coleslaw è anche usata come farcia di panini, anche quelli scaldati sul barbecue o sulla piastra. I panini a base di coleslaw sono in genere imbottiti con hamburger, pesce fritto, pulled pork e hot dog, conditi con senape e peperoncino piccante.